# خوزه مانوئل اوچوتورنا
خوزه مانوئل اوچوتورنا (اسپانیایی: José Manuel Ochotorena‎؛ زادهٔ ۱۶ ژانویهٔ ۱۹۶۱) یک بازیکن فوتبال اهل اسپانیا است.
از باشگاه‌هایی که در آن بازی کرده‌است می‌توان به باشگاه فوتبال رئال مادرید، باشگاه فوتبال والنسیا، باشگاه فوتبال تنریف، باشگاه فوتبال راسینگ سانتاندر و باشگاه فوتبال رئال مادرید کاستیا اشاره کرد.
وی همچنین در تیم ملی فوتبال اسپانیا بازی کرده‌است.